# Sender Dossenheim

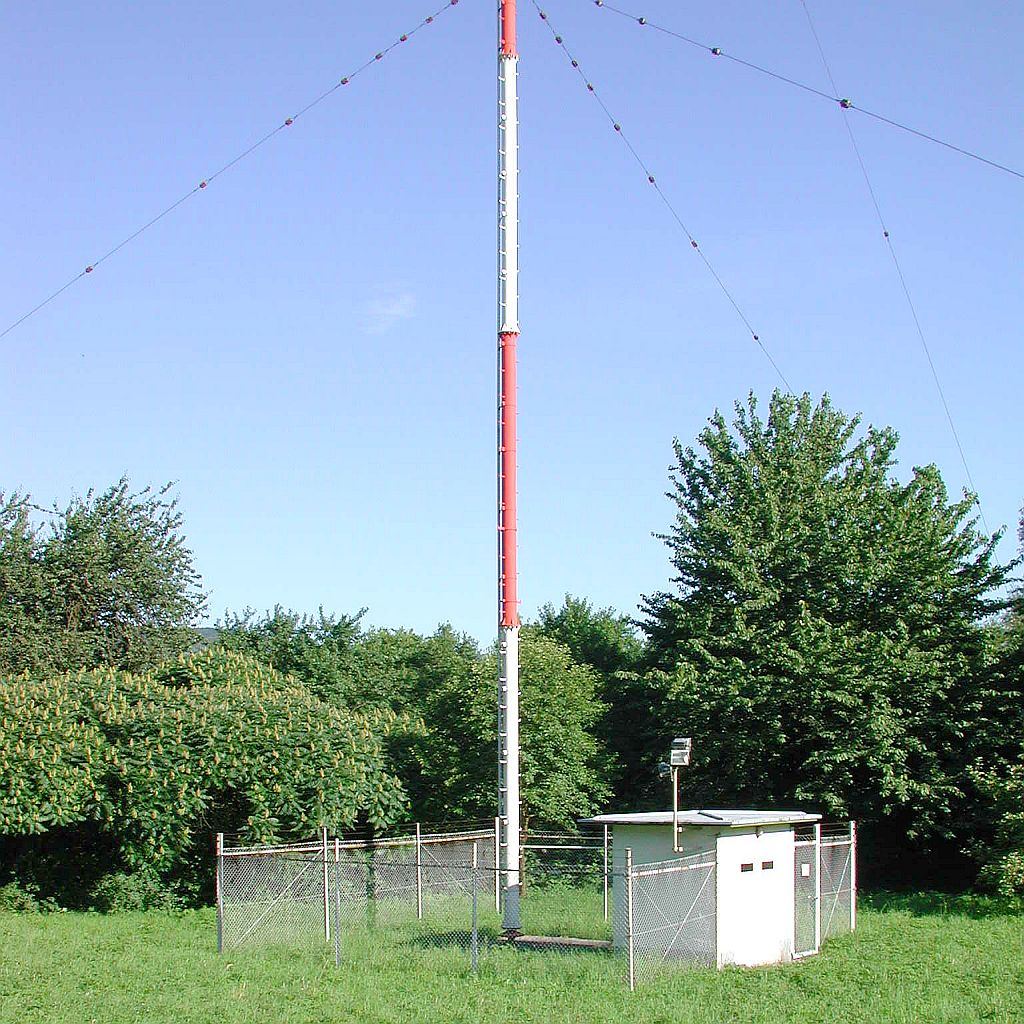
Mastfuß mit Abstimmhaus, 23. Juni 2001

Der Sender Dossenheim war ein Mittelwellensender des Südwestrundfunks (ehemals des Süddeutschen Rundfunks) für Hörfunk. Er befand sich am Stadtrand von Dossenheim in der Rheinebene unmittelbar an der Grenze zur Stadt Heidelberg gelegen, etwa zwei Kilometer südlich der Dossenheimer Innenstadt. Als Antenne kam ein gegen die Erde isolierter, 51 Meter hoher, abgespannter Stahlrohrmast zum Einsatz. 
Der Sender Dossenheim wurde 1951 auf damals freiem Feld errichtet, um Lücken des Senders Mühlacker im Nordwesten des Sendegebietes des SDR zu schließen. Mit Inkrafttreten des Genfer Wellenplans wechselte der Sender auf die Frequenz 711 kHz und bildete zusammen mit den Sendern Ulm-Jungingen und Obereisesheim ein Gleichwellennetz. Als Programm wurde ab dem Jahr 2002 bis zum Ende des Senders SWR cont.ra abgestrahlt.
Am 30. April 2004 wurde der Sender Dossenheim abgeschaltet. Aufgrund der zwischenzeitlichen Bebauung um den Sendestandort konnten die verschärften EMV-Auflagen nicht mehr erfüllt werden, und ein Umbau erschien dem SWR zu teuer. Der Sender ist heute vollständig abgebaut. Am Standort der Antenne wurde später eine BMX-Strecke angelegt.